# Староладожский Успенский монастырь
Старола́дожский Успенский монастырь — женский монастырь Санкт-Петербургской епархии Русской православной церкви в селе Старая Ладога Волховского района Ленинградской области.
Основан в середине XII века. Расположен на левом берегу реки Волхов, севернее Староладожской крепости.
Ансамбль монастыря включает в себя главный храм — собор Успения Пресвятой Богородицы, самый северный из храмов домонгольской Руси (1154—1159) — и другие церкви, сильно перестроенные, а также сохранившуюся частично ограду.

## История
Датой основания монастыря в Ладоге Новгородской республики принято считать 1156 год.
В 1611—1617 годах, во время «шведского разорения», монастырь был разрушен шведами. В 1617 году каменный храм собор Успения Пресвятой Богородицы был заново освящён.
В 1718 году в монастырь была переведена из Суздаля первая жена Петра I Евдокия Лопухина, при пострижении в монахини наречённая Еленой. Она пробыла здесь вплоть до смерти Петра I в 1725 году. С 1754 года и до своей кончины в монастыре жила Евдокия Ганнибал, первая жена Абрама Ганнибала. Во время царствования Николая I здесь жили родственницы декабристов.
В 1823 году в монастыре начался новый этап каменного строительства: на протяжении нескольких десятков лет были возведены западные Святые ворота с оградой, двухэтажный келейный дом на берегу Волхова, трапезная, экипажный сарай с конюшней, прачечная-баня и церковь Воздвижения Честнаго и Животворящего Креста Господня (1862; архитектор Алексей Горностаев), на первом этаже которой располагались 20 келий для престарелых сестер.
В XIX веке жертвователями обители были меценат Алексей Романович Томилов, усадьба которого примыкала к монастырю с северной стороны, граф Дмитрий Николаевич Шереметев, императрица Мария Александровна и другие именитые люди.

## Современное состояние
В 2004 году комплекс зданий монастыря был передан Санкт-Петербургской епархии. В 2005 году решением патриарха Алексия II началось возрождение монастыря.
Разработаны проекты восстановления келейных и хозяйственных корпусов, проекты по благоустройству и вертикальной планировке монастыря. Закончен капитальный ремонт монастырской кухни и трапезной, настоятельского корпуса. В дворовых постройках в настоящее время находится больница.